# نیکولا آسکولی
نیکولا آسکولی (انگلیسی: Nicola Ascoli؛ زادهٔ ۱۱ سپتامبر ۱۹۷۹) بازیکن فوتبال اهل ایتالیا است.
از باشگاه‌هایی که در آن بازی کرده‌است می‌توان به باشگاه فوتبال رجینا، باشگاه فوتبال فروزینونه، و باشگاه فوتبال امپولی اشاره کرد.